# Kadir İnanır

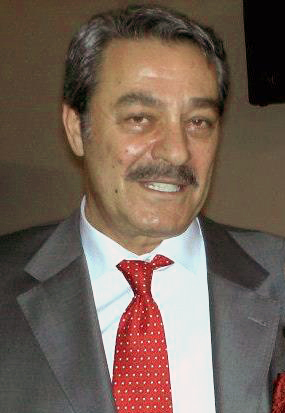
Kadir İnanır (2013)

Kadir İnanır (* 15. April 1949 in Fatsa, Ordu) ist ein türkischer Schauspieler.

## Leben und Karriere
Nach seinen ersten schauspielerischen Erfahrungen als Foto-Roman-Darsteller spielte er im Jahr 1968 in seinem ersten Kinofilm Son Yedi Adım Sonra (Nach den letzten sieben Schritten) mit. Auf diesen Einstieg folgten Hauptrollen im türkischen Kino und Fernsehen.
Kadir İnanır stellte in seiner schauspielerischen Laufbahn verschiedene Rollen und Charaktere dar. Er spielte in Komödien, Liebesfilmen, aber auch in einigen Mafiafilmen in den 1980er Jahren. Zu seinen größten Erfolgen zählen die Filme Selvi Boylum, Al Yazmalım und Devlerin Aşkı (Liebe der Giganten) mit Türkân Şoray an seiner Seite. Die beiden standen als sogenanntes Traumpaar 2003, nach 24 Jahren, wieder gemeinsam für das Film-Projekt Gönderilmemiş Mektuplar vor der Kamera.
Im April 2013 wurde İnanır vom damaligen Ministerpräsidenten Recep Tayyip Erdoğan in eine „Rat der Weisen“ genannte Kommission berufen, die die damals angestrebte friedliche Beendigung des Konflikts mit der kurdischen PKK zivilgesellschaftlich begleiten sollte, letztlich aber recht wirkungslos blieb.
Auf dem Filmfestival Türkei/Deutschland erhält İnanır 2016 den Ehrenpreis.
Seine Neffen sind der türkische Popsänger Soner Arıca sowie der verstorbene Fußballspieler Erdoğan Arıca.

## Filmografie (Auswahl)
- 1968: Yedi adım sonra
- 1970: Kara gözlüm
- 1972: Aska Susayanlar: Seks ve Cinayet
- 1974: Uyanik Kardesler
- 1974: Ceza
- 1974: Enayi
- 1976: Bodrum Hakimi
- 1977: Selvi Boylum Al Yazmalim
- 1978: Cevriyem
- 1978: Deckname Scorpion – er kennt keine Gnade… (Bersaglio altezza uomo)
- 1978: Selvi Boylum Al Yazmalım
- 1979: Gazeteci
- 1979: Doktor
- 1984: Imparator
- 1984: Ein Schluck Liebe (Bir Yudum Sevgi)
- 1985: Ölüm Yolu
- 1986: Sultanoğlu
- 1988: Bir Beyin Oğlu
- 1990: Tatar Ramazan
- 1992: Tatar Ramazan Sürgünde
- 1996: Liebe rot wie Blut (Ask ölümden soğuktur)
- 2000: Komser Şekspir
- 2003: Die Liebesbriefe (Gönderilmemiş mektuplar)
- 2008: Son cellat
- 2012: Elveda Katya
- 2019: Kapı